# Dorstenia schliebenii
Dorstenia schliebenii är en mullbärsväxtart som beskrevs av Gottfried Wilhelm Johannes Mildbraed. Dorstenia schliebenii ingår i släktet Dorstenia och familjen mullbärsväxter. Inga underarter finns listade i Catalogue of Life.